# Lijst van beschermd erfgoed in Doische
Onderstaande tabel geeft een overzicht van de beschermde erfgoederen in de gemeente Doische. Het beschermd erfgoed maakt deel uit van het cultureel erfgoed in België.
| Object                                                                                                 | Bouwjaar/architect | Deelgemeente      | Adres | Coördinaten                   | Nummer?                | Afbeelding                                                                                            |
| --- | ------------------ | ----------------- | ----- | ----------------------------- | ---------------------- | --- |
| Parochiekerk Sint-Servatius en kerkhofmuren (monument) ensemble van kerk en kerkhof (site)             |                    | Gimnée            |       | 50° 7' 55" NB, 4° 42' 49" OL  | 93018-CLT-0001-01 Info | |
| Sint-Hilariuskapel (monument) kapel en omgeving (site)                                                 |                    | Matagne-la-Petite |       | 50° 6' 47" NB, 4° 39' 39" OL  | 93018-CLT-0002-01 Info | Sint-Hilariuskapel (monument)kapel en omgeving (site)                                                 |
| Ensemble van de Sint-Hilariuskapel en omgeving (site)                                                  |                    | Matagne-la-Petite |       | 50° 6' 46" NB, 4° 39' 33" OL  | 93018-CLT-0003-01 Info | |
| Parochiekerk Onze-Lieve-Vrouw-Hemelvaart en kerkhofmuur (monument) ensemble van kerk en kerkhof (site) |                    | Niverlée          |       | 50° 7' 3" NB, 4° 42' 4" OL    | 93018-CLT-0004-01 Info | Parochiekerk Onze-Lieve-Vrouw-Hemelvaart en kerkhofmuur (monument)ensemble van kerk en kerkhof (site) |
| Parochiekerk Sinte-Columba                                                                             |                    | Soulme            |       | 50° 11' 15" NB, 4° 44' 11" OL | 93018-CLT-0005-01 Info | Parochiekerk Sinte-Columba                                                                            |
| Ensemble van de Sinte-Columbakerk en omgeving (site)                                                   |                    | Soulme            |       | 50° 11' 14" NB, 4° 44' 10" OL | 93018-CLT-0006-01 Info | |
| Watermolen van Soulme (monument) ensemble van watermolen en omgeving (site)                            |                    | Soulme            |       | 50° 10' 60" NB, 4° 44' 32" OL | 93018-CLT-0007-01 Info | Watermolen van Soulme (monument)ensemble van watermolen en omgeving (site)                            |
| De werken stroomopwaarts en -afwaarts van de molen van Soulme                                          |                    | Soulme            |       | 50° 11' 3" NB, 4° 44' 33" OL  | 93018-CLT-0008-01 Info | |
| De molen van Prèle en omgeving (site)                                                                  |                    | Soulme, Gochenée  |       | 50° 11' 33" NB, 4° 45' 0" OL  | 93018-CLT-0009-01 Info | |
| Gallo-Romeinse site genaamd 'Tienne de Noël'                                                           |                    | Matagne-la-Grande |       | 50° 6' 36" NB, 4° 35' 37" OL  | 93018-CLT-0010-01 Info | |
| Ensemble van de kapel van Onze-Lieve-Vrouw van Bonne-Fontaine en omgeving (site)                       |                    | Vodelée           |       | 50° 10' 41" NB, 4° 43' 25" OL | 93018-CLT-0011-01 Info | |
| Gebied stroomopwaarts van de bron van de Bacquet-rvier                                                 |                    | Doische           |       | 50° 8' 42" NB, 4° 47' 18" OL  | 93018-CLT-0012-01 Info | |